# Nikónovo (Vorónej)
|  | Per a altres significats, vegeu «Nikónovo». |

Nikónovo (en rus: Никоново) és un poble de l'óblast de Vorónej, a Rússia, segons el cens del 2010 tenia 548 habitants.